# Futbol Club Barcelona 1993-1994

## Divise
| Casa | Trasferta |

## Rosa
| N. |                   | Ruolo | Calciatore         |
| -- | ----------------- | ----- | ------------------ |
|    | Spagna (bandiera) | P     | Andoni Zubizarreta |
|    | Spagna (bandiera) | D     | Albert Ferrer      |
|    | Spagna (bandiera) | C     | Josep Guardiola    |
|    | Spagna (bandiera) | D     | Sergi Barjuan      |
|    | Spagna (bandiera) | P     | Carles Busquets    |
|    | Spagna (bandiera) | C     | Guillermo Amor     |
|    | Spagna (bandiera) | D     | Miguel Ángel Nadal |
|    | Spagna (bandiera) | C     | José Mari Bakero   |
|    | Spagna (bandiera) | C     | Óscar              |
|    | Spagna (bandiera) | A     | Aitor Begiristain  |
|    | Spagna (bandiera) | C     | Eusebio Sacristán  |
|    | Spagna (bandiera) | A     | Julio Salinas      |

| N. |                        | Ruolo | Calciatore            |
| -- | ---------------------- | ----- | --------------------- |
|    | Spagna (bandiera)      | D     | Jon Andoni Goikoetxea |
|    | Spagna (bandiera)      | D     | Juan Carlos Rodríguez |
|    | Spagna (bandiera)      | A     | Quique Estebaranz     |
|    | Spagna (bandiera)      | D     | Iván Iglesias         |
|    | Spagna (bandiera)      | P     | Jesús Angoy           |
|    | Paesi Bassi (bandiera) | D     | Ronald Koeman         |
|    | Danimarca (bandiera)   | A     | Michael Laudrup       |
|    | Danimarca (bandiera)   | A     | Ronnie Ekelund        |
|    | Brasile (bandiera)     | A     | Romário               |
|    | Bulgaria (bandiera)    | A     | Hristo Stoichkov      |
|    | Croazia (bandiera)     | C     | Goran Vučević         |